# Državna cesta D302
D302 je državna cesta u Hrvatskoj. Ukupna duljina iznosi 10,0 km.